# Hungstrup
Hungstrup var en tidligere herregård, beliggende i Tvede Sogn, Nørhald Herred, Randers Amt.
Hungstrup tilhørte i 1509 – 1549 Lars Munk, derpå hans sønner Niels Munk (døde 1566) og Jesper Munk (døde 1565). I 1570 tilhørte Hungstrup Lars Jespersen Munk (døde 1601) og i 1608 tilhørte den Eske Brock til Estrup, der i 1609 solgte den til Anders Friis af Haraldskær, som i 1621 afhændede den til Iver Juul til Gjessinggård, der nedlagde Hungstrup.

## kilde
- J.P. Trap, Danmark femte udgave, Randers Amt, bind VII, København: Forlag G.E.C. Gads 1963 side 765

|  | Denne artikel om en bygning eller et bygningsværk kan blive bedre, hvis der indsættes et (bedre) billede. Du kan hjælpe ved at afsøge Wikimedia Commons for et passende billede eller lægge et op på Wikimedia Commons med en af de tilladte licenser og indsætte det i artiklen. |

|  | Denne artikel kan blive bedre, hvis der indsættes geografiske koordinater Denne artikel omhandler et emne, som har en geografisk lokation. Du kan hjælpe ved at indsætte koordinater i wikidata. |